# Erkki Salmenhaara

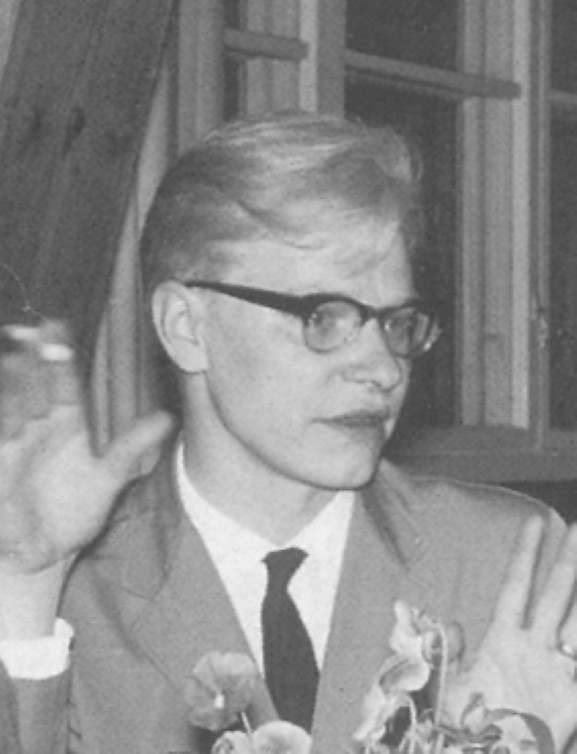
Erkki Salmenhaara (1963)

Erkki Olavi Salmenhaara (* 12. März 1941 in Helsinki; † 19. März 2002 ebenda) war ein finnischer Komponist und Musikwissenschaftler.
Salmenhaara studierte am Konservatorium von Helsinki bei Joonas Kokkonen und 1963 einige Monate in Wien bei György Ligeti. Es folgte ein Studium der Musikwissenschaft, Ästhetik und Philosophie, das er mit einer Dissertation über die Musik Ligetis 1970 abschloss, an der Universität Helsinki, wo er seit 1966 als Lehrer, seit 1975 als Assistenzprofessor wirkte.
Von 1963 bis 1973 war er Musikkritiker beim Helsingin Sanomat. Ab 1969 war er Vizepräsident der Finnischen Gesellschaft für Musikwissenschaft, von 1974 bis 1976 Präsident des Finnischen Komponistenverbandes und von 1974 bis 1978 Präsident des finnischen Sinfonieorchesterverbandes.
Salmenhaara verfasste Biographien Jean Sibelius’ und Leevi Madetojas, Kommentare zu den Werken Ligetis und Johannes Brahms und zu Sibelius Tondichtung Tapiola, Schriften zur Musik des 20. Jahrhunderts, Beiträge zum Lexikon der finnischen Musikgeschichte und ein Lehrbuch der Musiktheorie.
Er komponierte u. a. fünf Sinfonien und eine sinfonische Dichtung, vier Elegien für Kammerorchester, kammermusikalische Werke, Klavierstücke, Kantaten, Chorwerke, Lieder sowie Stücke für elektronische Instrumente.

## Werke
- Siebzehn kleine Stücke für Klavier, 1957–60
- Suoni successivi für Klavier zu vier Händen, 1962
- 1. Sinfonie, 1962
- 2. Sinfonie, 1963
- 3. Sinfonie, 1963–64
- Le Bateau ivre, Tondichtung für Orchester, nach einem Gedicht von Arthur Rimbaud, 1965–66
- Suomi, Tondichtung, 1966
- La fille en mini-jupe für Orchester, 1967
- Requiem profanum, 1968–69
- Portugalin nainen (Die portugiesische Frau), Oper nach einer Erzählung von Robert Musil, 1970–72
- 4. Sinfonie – Nel mezzo del cammin di nostra vita, 1972
- Hornkonzert, 1973
- Missa profana, 1977
- Introduktion und Choral, Orgelkonzert, UA durch Karl-Erik Welin, 1978
- Konzert für zwei Violinen und Orchester, 1980
- Klaviersonate, 1981
- Cellokonzert, 1983–87
- Lintukoto, 5. Sinfonie nach Aleksis Kivi, 1989

## Diskografie
(Auswahl)
- Suomi-Finland, La Fille en mini-jupe, Adagietto, Le bateau ivre. Tampere Philharmoniker, Eri Klas. Ondine ODE-1031-2.
- Kammermusik mit Klavier. Jouni Somero, Klavier – Raymond Cox, Violine – Laura Bucht, Violoncello. FC Records FCRCD-9727.
- Klaviermusik (Gesamtaufnahme). Jouni Somero, Klavier. (2CD) FC Records FCRCD-9707.
- Sinfonien No. 2, 3 & 4. Rundfunk-Sinfonieorchester Helsinki, Paavo Berglund, Petri Komulainen, Ulf Söderblom. Finlandia Classics FINCLA27.
- Sinfonie No. 5: Lintukoto. Rundfunk-Sinfonieorchester Helsinki, Akateeminen laulu, Riikka Hakola (Soprano), Jorma Hynninen (Bariton), Jorma Panula. UHCD350.

## Bücher
- Sointuanalyysi, 1968.
- Das musikalische Material und seine Behandlung in den Werken Apparitions, Atmosphères, Aventures und Requiem von György Ligeti (Dissertation), 1970.
- Tapiola: Sinfoninen runo Tapiola Sibeliuksen myöhäistyylin edustajana, 1970.
- Soinnutus: Harmoninen ajattelu tonaalisessa musiikissa, 1970.
- Tutkielmia Brahmsin sinfonioista, 1979.
- Jean Sibelius, 1984.
- Leevi Madetoja, 1987.
- Löytöretkiä musiikkiin: Valittuja kirjoituksia 1960–1990, 1991.
- Suomen musiikin historia 1–3, 1995–1996.